# Антімоні (Юта)
Антімоні (англ. Antimony) — місто (англ. town) в США, в окрузі Гарфілд штату Юта. Населення — 118 осіб (2020).

## Географія
Антімоні розташоване за координатами 38°6′7″ пн. ш. 111°59′0″ зх. д. / 38.10194° пн. ш. 111.98333° зх. д. (38.101963, -111.983466). За даними Бюро перепису населення США в 2010 році місто мало площу 26,19 км², уся площа — суходіл.

## Демографія
Згідно з переписом 2010 року, у місті мешкали 122 особи в 54 домогосподарствах у складі 39 родин. Густота населення становила 5 осіб/км². Було 86 помешкань (3/км²).
Расовий склад населення:
| - 91,8 % — білих - 2,5 % — корінних американців - 1,6 % — азіатів - 2,5 % — осіб інших рас |

До двох чи більше рас належало 1,6 %. Частка іспаномовних становила 4,1 % від усіх жителів.
За віковим діапазоном населення розподілялося таким чином: 13,9 % — особи молодші 18 років, 59,1 % — особи у віці 18—64 років, 27,0 % — особи у віці 65 років та старші. Медіана віку мешканця становила 53,5 року. На 100 осіб жіночої статі у місті припадало 103,3 чоловіків; на 100 жінок у віці від 18 років та старших — 105,9 чоловіків також старших 18 років.
Середній дохід на одне домашнє господарство становив 62 638 доларів США (медіана — 40 625), а середній дохід на одну сім'ю — 74 572 долари (медіана — 44 375). За межею бідності перебувало 3,4 % осіб, у тому числі 0,0 % дітей у віці до 18 років та 8,7 % осіб у віці 65 років та старших.
Цивільне працевлаштоване населення становило 56 осіб. Основні галузі зайнятості: мистецтво, розваги та відпочинок — 26,8 %, транспорт — 21,4 %, освіта, охорона здоров'я та соціальна допомога — 21,4 %.